# 이혜경 (성우)
이혜경(李惠璟, 1929년 7월 20일 ~ 2018년 7월 15일)은 대한민국의 성우이다. 1948년 서울중앙방송 성우 특기생 출신이다.

## 출연 작품

### 애니메이션 영화
1967년
- 호피와 차돌바위 - 호피 엄마 외

### 영화
1974년
- 별들의 고향 (KBS)

### 방송
2010년
- KBS 무대 10년(달의 바다) (KBS 제2라디오)

## 서훈
- 1977년 문화공보부장관 표창
- 2013년 보관문화훈장(3등급)